# Maikukunui tokerau
Genre
Espèce
Maikukunui tokerau, unique représentant du genre Maikukunui, est une espèce d'opilions eupnois de la famille des Neopilionidae.

## Distribution
Cette espèce est endémique de Nouvelle-Zélande.

## Description
Les mâles mesurent de 4,2 à 5,9 mm et la femelle 5,4 mm.

## Systématique et taxinomie
Cette espèce a été décrite par Taylor en 2025.
Ce genre a été décrit par Taylor en 2025 dans les Neopilionidae.

## Publication originale
- Taylor, 2025 : « Further discussion of relationships within Australasian Neopilionidae (Opiliones: Phalangioidea), with description of two new species and eight new genera. » Zootaxa, no 5631(1), p. 52–82.